# Clostridium scindens
Il Clostridium scindens è una specie di batterio appartenente alla famiglia delle Clostridiaceae.
Il batterio converte gli acidi biliari primari in acidi biliari 7-deidrossilati, quelli che nei soggetti affetti da colite ulcerosa sono presenti in minor quantità rispetto a soggetti sani.